# Lomba (São Roque do Pico)
A Lomba é uma elevação portuguesa localizada no concelho de São Roque do Pico, ilha do Pico, arquipélago dos Açores.
Este acidente geológico tem o seu ponto mais elevado a 861 metros de altitude acima do nível do mar. Junto desta formação encontra-se a Lagoa do Capitão, o Cabeço do Teixo, a Ribeira de Dentro, a Ribeira da Laje e a Ribeira Seca.